# Фотоувеличитель
Фотоувеличи́тель — проекционный аппарат, предназначенный для оптической фотопечати. Устройство создаёт действительное изображение негатива (реже — диапозитива) на фотобумаге или позитивной листовой фотоплёнке при помощи искусственного источника света. Спроецированное изображение чаще всего увеличено по сравнению с оригиналом, но может быть и уменьшенным, или совпадать с ним по размерам. Фотоувеличители могут иметь горизонтальную или вертикальную конструкцию, но наибольшее распространение получили аппараты с вертикальным расположением оптической оси. При этом достигается наибольшая компактность и удобство использования.

Типовое устройство вертикального фотоувеличителя. Рамка негативодержателя показана отдельно

## Историческая справка
Первый патент на устройство для проекционной фотопечати был получен в 1843 году Уильямом Генри Фокс Тальботом. Изобретённая им калотипия позволяла тиражировать отпечатки с бумажного негатива, а с помощью «солнечной камеры» негатив можно было увеличивать. Из-за множества недостатков калотипия не получила распространения, уступив рынок фотографии дагеротипии, позволяющей получать единственный экземпляр снимка. Тиражирование фотографий стало широко практиковаться только после изобретения мокрого коллодионного процесса и альбуминовой печати. Однако, чрезвычайно низкая светочувствительность хлоросеребряной альбуминовой фотобумаги, особенно к видимому свету, препятствовала оптической печати. Вплоть до первых десятилетий XX века в фотографии доминировала контактная печать на «дневных» фотобумагах (альбуминовой, целлоидиновой и аристотипной), которые экспонировались через негатив солнечным светом. Длительность выдержек при этом достигала 25—30 минут, что исключало проекционную печать, сопряжённую с большими световыми потерями.

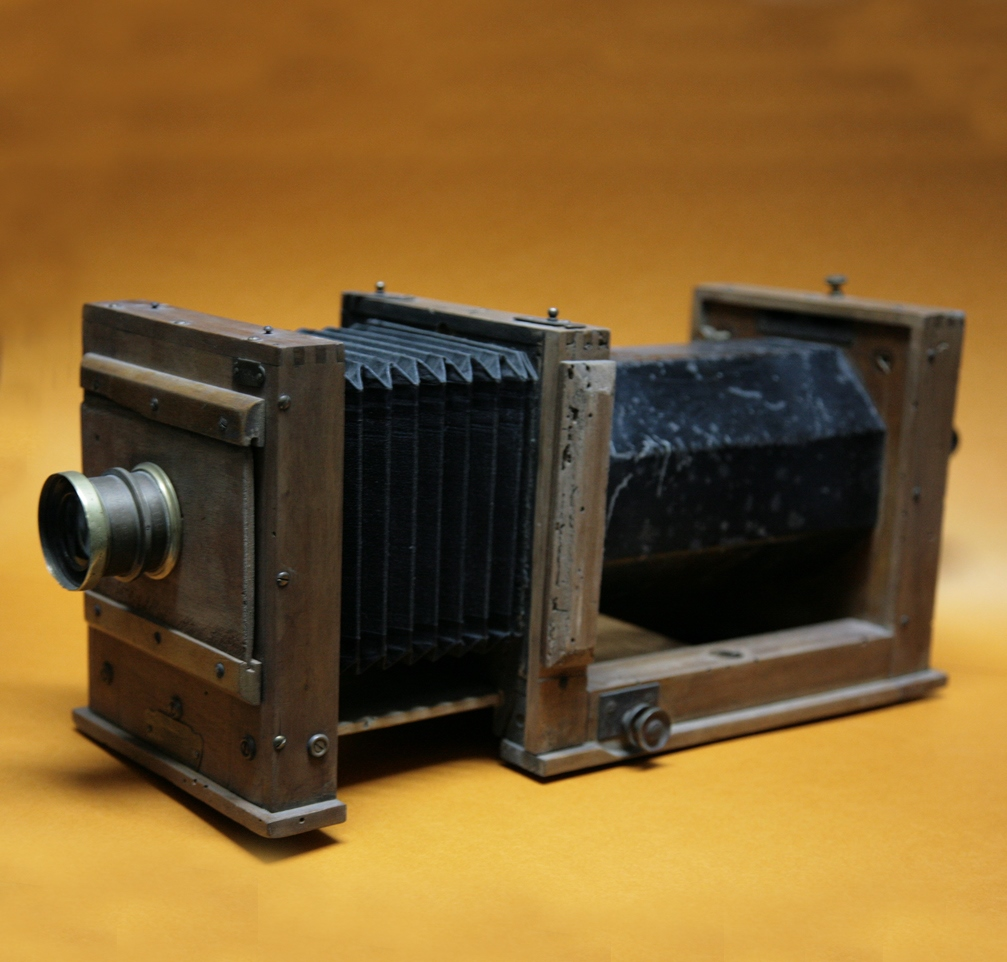
Один из первых фотоувеличителей. 1900 год

Первый опыт оптической фотопечати связан с появлением высокочувствительных желатиносеребряных фотобумаг с химическим проявлением, выпуск которых налажен в 1879 году Джозефом Суоном. Для увеличения использовали фотоаппарат, кадровое окно которого освещалось дневным светом через отверстие в стене затемнённой фотолаборатории. Негатив устанавливался с внутренней стороны матового стекла, и объектив строил его изображение на вертикальном экране, где закреплялся лист фотобумаги. При другом способе печать могла вестись в незатемнённом помещении с помощью двух фотоаппаратов разных форматов, установленных объективами навстречу друг другу. Объектив одной из камер убирался, а стык между объективными досками изолировался от света. К матовому стеклу фотоаппарата меньшего формата крепился негатив, а в кассету более крупного заряжалась фотобумага. Для подсветки негатива использовался отражатель из белой бумаги, направляющий рассеянный свет от окна. 
В начале XX века некоторые производители фототехники освоили выпуск специализированных увеличительных аппаратов аналогичной конструкции. Между двумя подвижными досками с негативом и фотобумагой устанавливалась ещё одна с объективом, а пространство между всеми тремя изолировалось с помощью двух фокусировочных мехов. Устройство были эквивалентно двум фотоаппаратам с общим объективом, и стало первым прообразом современных фотоувеличителей. Упрощённый вариант под названиями «ручной увеличительный аппарат» или «увеличительный конус» предназначался для фотолюбителей и был рассчитан на постоянный коэффициент увеличения с фиксированной фокусировкой объектива. Для экспонирования использовался дневной свет от небосвода. Наиболее совершенные модели оснащались сменными кассетами для фотобумаги и простейшим фотозатвором.
Со временем в профессиональной фотографии получила распространение проекционная печать с искусственными источниками света, в качестве которых использовались керосиновая лампа, ауэровская горелка, лампа Нернста или полуваттная лампа накаливания. Реже негатив освещали дуговой лампой. Тогда же для повышения световой эффективности начали использовать конденсор. Массовое распространение фотоувеличитель получил одновременно с появлением фотоаппаратуры небольших форматов, рассчитанной на роликовую фотоплёнку. Для получения достаточно больших снимков маленький негатив требовал сильного увеличения, и был непригоден для контактной печати. Постепенно конструкция стала вертикальной, как наиболее компактная для фотолаборатории, а лампа накаливания заменила все остальные типы источников света. С появлением цветных многослойных фотобумаг профессиональные фотоувеличители начали оснащать цветосмесительной головкой с тремя выдвижными абсорбционными светофильтрами. Конструкция позволяет регулировать спектральный состав освещения негатива, осуществляя цветокоррекцию при печати. Позднее эти головки оказались пригодными также для печати на поликонтрастных фотобумагах, как и разработанные специально для них.

## Устройство
Простейший фотоувеличитель состоит из фонаря, который перемещается специальным механизмом относительно горизонтального основания. В фонаре располагаются источник света (чаще всего лампа накаливания), держатель негатива и объектив. Под объективом обычно располагается откидная оправа с красным стеклом, для возможности контроля изображения при неактичном для чёрно-белых фотобумаг красным освещении. Вертикальное перемещение фонаря позволяет бесступенчато менять увеличение негатива, и может осуществляться как зубчатым колесом по одной или двум металлическим штангам, так и с помощью многорычажного механизма типа пантографа. Лёгкие приборы любительского класса вместо шестерни с зубчатой рейкой оснащаются фрикционным механизмом. В профессиональных фотоувеличителях применяется электропривод подъёма проекционной головки. При большой массе фонаря она уравновешивается противовесом. В дорогих стационарных моделях большого формата, таких как «Durst L 1810», по вертикальной колонне перемещаются как фонарь, так и стол для кадрирующей рамки.
В простейших любительских и полупрофессиональных фотоувеличителях в качестве основания используется горизонтальная доска, предназначенная для установки на стол. В профессиональных приборах, таких как советский «Беларусь-2», стол выполняется в качестве неотъемлемой части конструкции. Известны увеличители с вертикальной колонной, рассчитанной на стационарное крепление к стене фотолаборатории или устойчивому основанию. Большинство вертикальных фотоувеличителей допускают разворот фонаря в горизонтальное положение для проекции на стену при печати сверхувеличений. Кроме того, их штанга или механизм подъёма могут быть развёрнуты на 180° для проекции на пол. Для печати в очень больших форматах существуют специальные проекторы горизонтальной конструкции, приспособленные для печати на вертикальном листе.

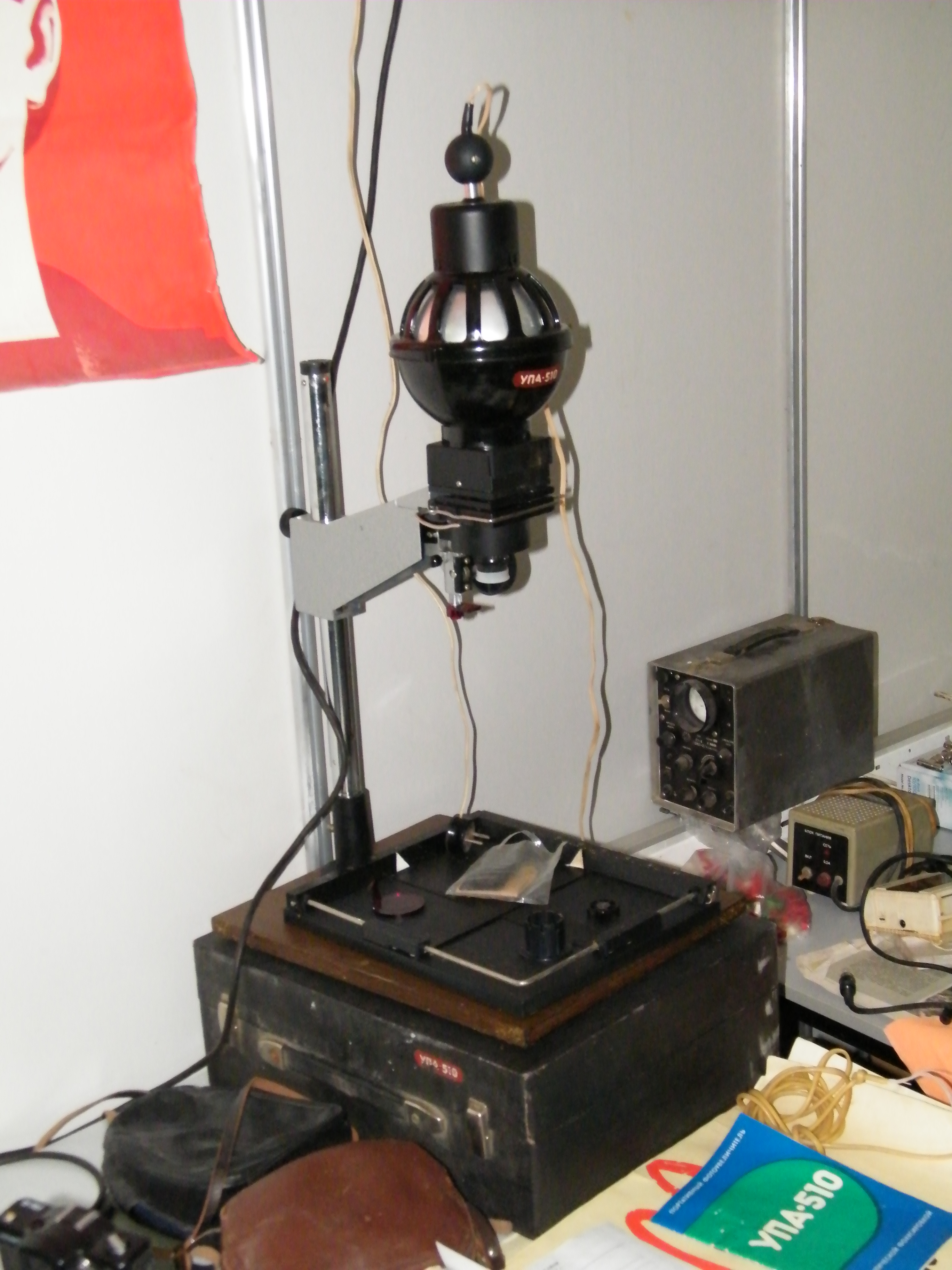
Портативный фотоувеличитель УПА-510
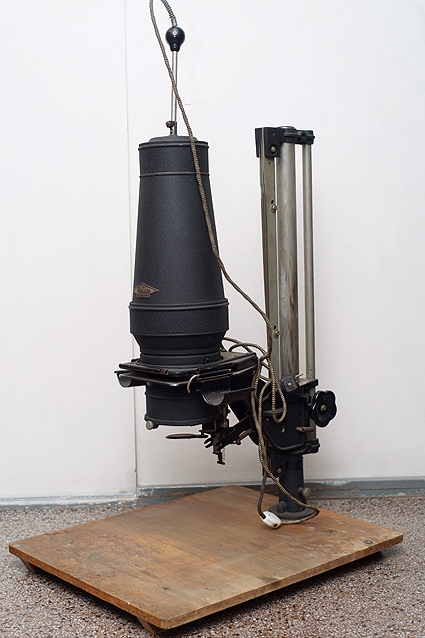
Фотоувеличитель «Filmosto»
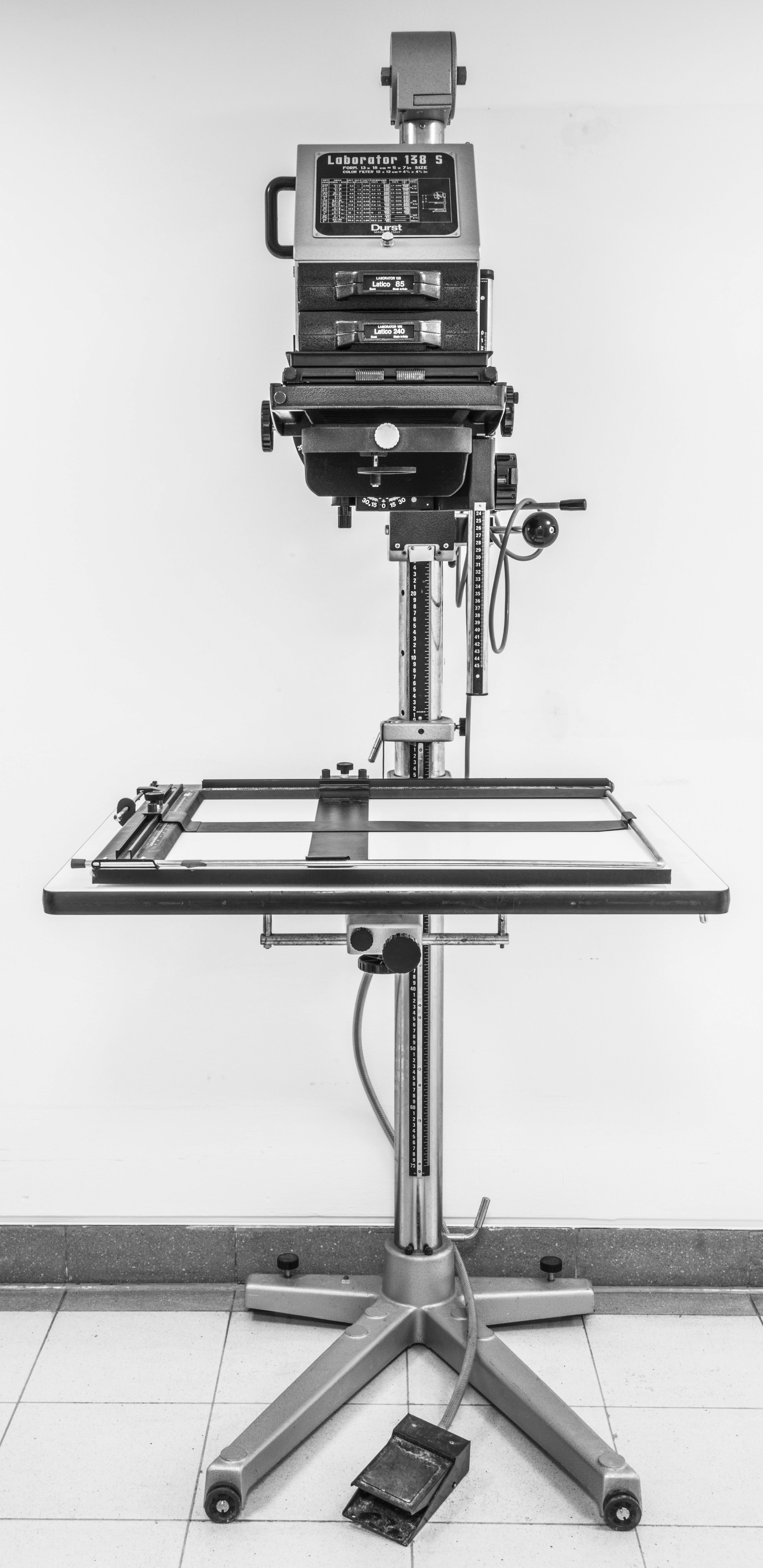
Профессиональный фотоувеличитель
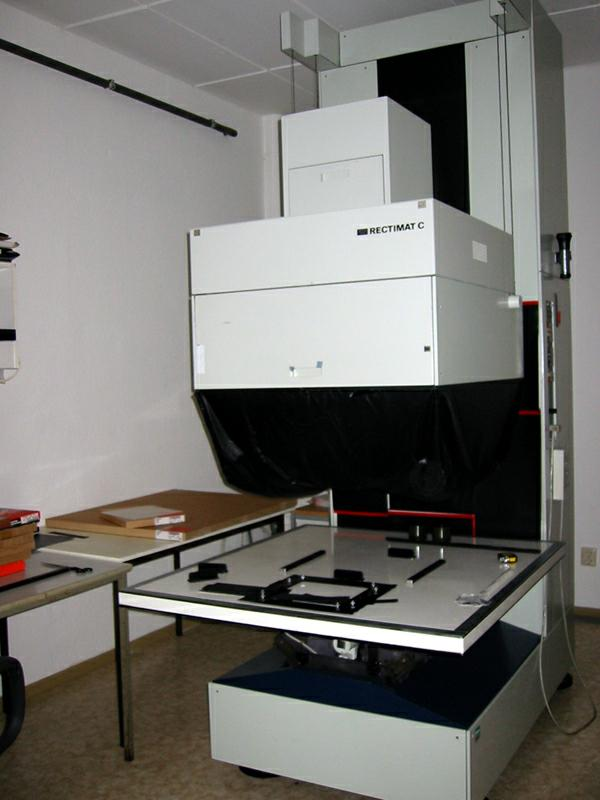
Крупноформатный фотоувеличитель
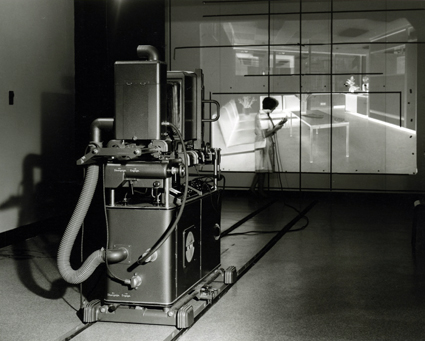
Проектор для сверхувеличений

Главное требование к осветительной системе фотоувеличителя, кроме достаточной освещённости негатива, заключается в получении равномерной экспозиции в пределах всего отпечатка. Известны два принципиально различных способа освещения оригинала, дающих рассеянный или направленный свет. Для рассеянного освещения используется прямой или отражённый свет одной или нескольких ламп, прошедший через молочное стекло. Некоторое распространение получило устройство фонаря, в котором негатив освещается рассеянным светом, отражённым от белого параболического отражателя. Второй способ предполагает направленное освещение негатива прямым светом лампы, прошедшим через конденсор. В большинстве случаев в конденсорных фотоувеличителях между лампой и конденсором устанавливается матовое стекло, незначительно смягчающее контраст за счёт эффекта Калье. Конденсорные увеличители получили наиболее широкое распространение в фотографии, благодаря наименьшим световым потерям. 
Изменением направленности освещения негатива при печати можно в небольших пределах регулировать контраст отпечатка. Наиболее контрастное изображение может быть получено при использовании в конденсорном увеличителе точечного источника света без какого-либо рассеивателя. Диффузное освещение даёт отпечаток, сопоставимый по контрасту с контактным. Кроме контраста от степени направленности света зависит заметность механических дефектов и зерна негатива. При рассеянном освещении они маскируются наилучшим образом, а при направленном максимально выявляются. Достоинством бесконденсорных фотоувеличителей с отражённым светом считается отсутствие необходимости регулировки положения лампы. Специализированные фотоувеличители с цветосмесительной головкой, предназначенные для цветной печати, строятся только по такому принципу, сводя к минимуму трудоёмкую цветную ретушь. 

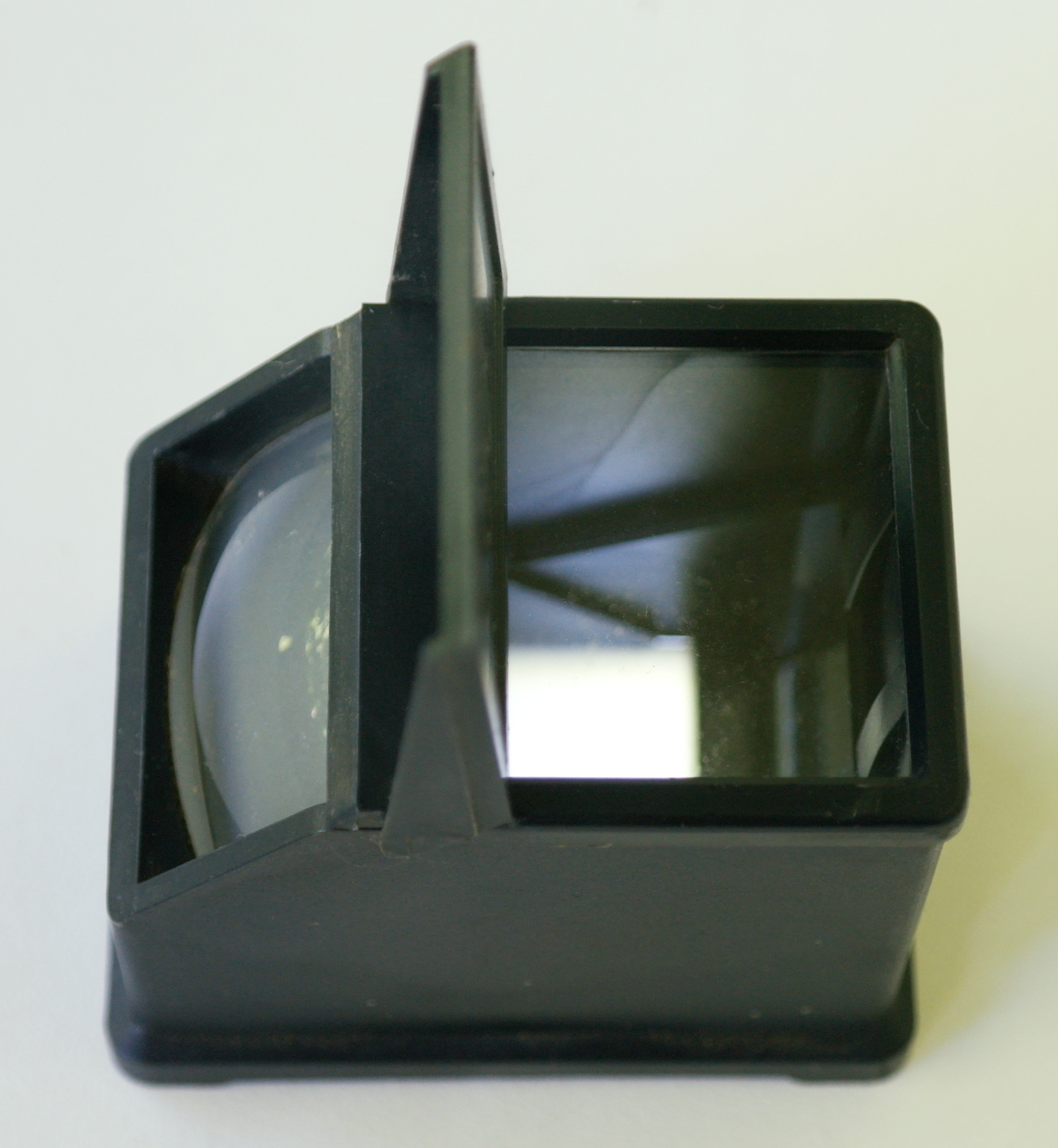
«Фокускоп» для точной фокусировки увеличителя

При наличии конденсора точная настройка лампы необходима при каждом изменении увеличения, поскольку даже незначительная перефокусировка объектива нарушает сопряжение. Пренебречь этим можно лишь при небольших перемещениях фонаря и наличии матового рассеивателя. Регулировка осуществляется специальным механизмом, позволяющим перемещать лампу внутри фонаря и закреплять её в нужном положении. При печати точечным источником перенастройка необходима при любом изменении масштаба. Начиная с середины 1970-х годов практически все увеличители оснащаются лотком для корректирующих светофильтров, предназначенных для цветной фотопечати. До этого модели с таким лотком чаще всего дополнительно обозначались словом «Color» в названии. Обычно лоток размещается между лампой и конденсором, где влияние светофильтров на качество оптического изображения минимально. Однако, встречались модели и с расположением лотка между линзами конденсора. Обычно этот же лоток служит для установки матового светорассеивающего стекла.
Объективы, предназначенные для увеличителей, имеют специальную конструкцию, поскольку в отличие от съёмочных их оптический расчёт выполняется не для «бесконечности», а для конечных коротких дистанций, лежащих в диапазоне между главным и удвоенным фокусными расстояниями. От других проекционных объективов они отличаются наличием ирисовой диафрагмы, позволяющей увеличивать глубину резкости и регулировать экспозицию при печати. В СССР объективы, предназначенные для фотоувеличителей, маркировались дополнительной буквой «У», например, «Вега-11У». За рубежом аналогичная оптика также имеет соответствующую маркировку, например «EL Nikkor» (англ. EnLarger Nikkor). В некоторых случаях допустимо использование высококачественных съёмочных объективов. Фокусировка чаще всего производится визуально по резкости изображения на столе или листе бумаги. Однако, существуют приспособления, облегчающие наводку: специальные щелевые устройства в рамке негативодержателя и фокускопы. Часть увеличителей снабжены приспособлением для автоматической фокусировки («инверсором») с помощью специального лекала и рычажной системы.

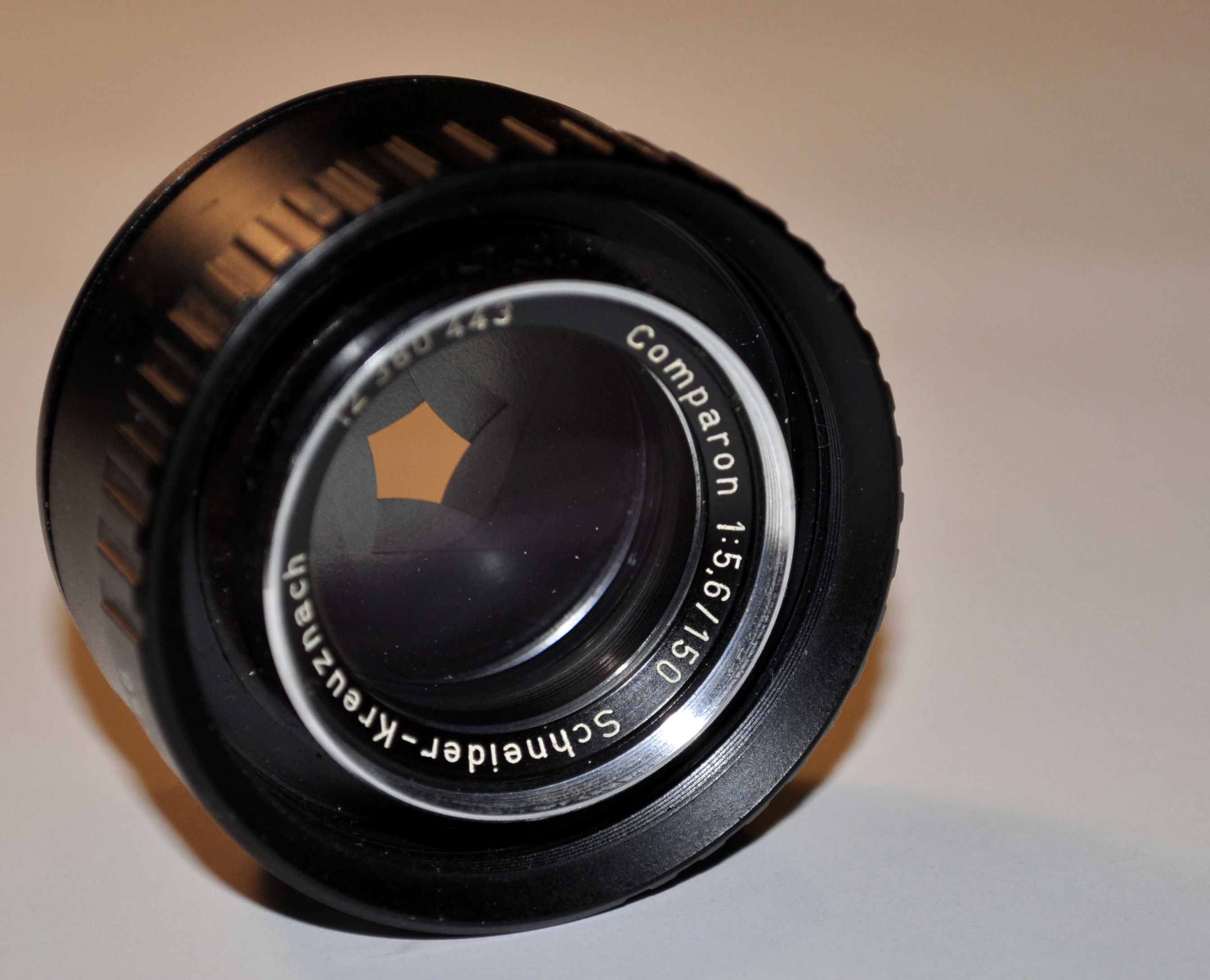
Объектив «Comparon»
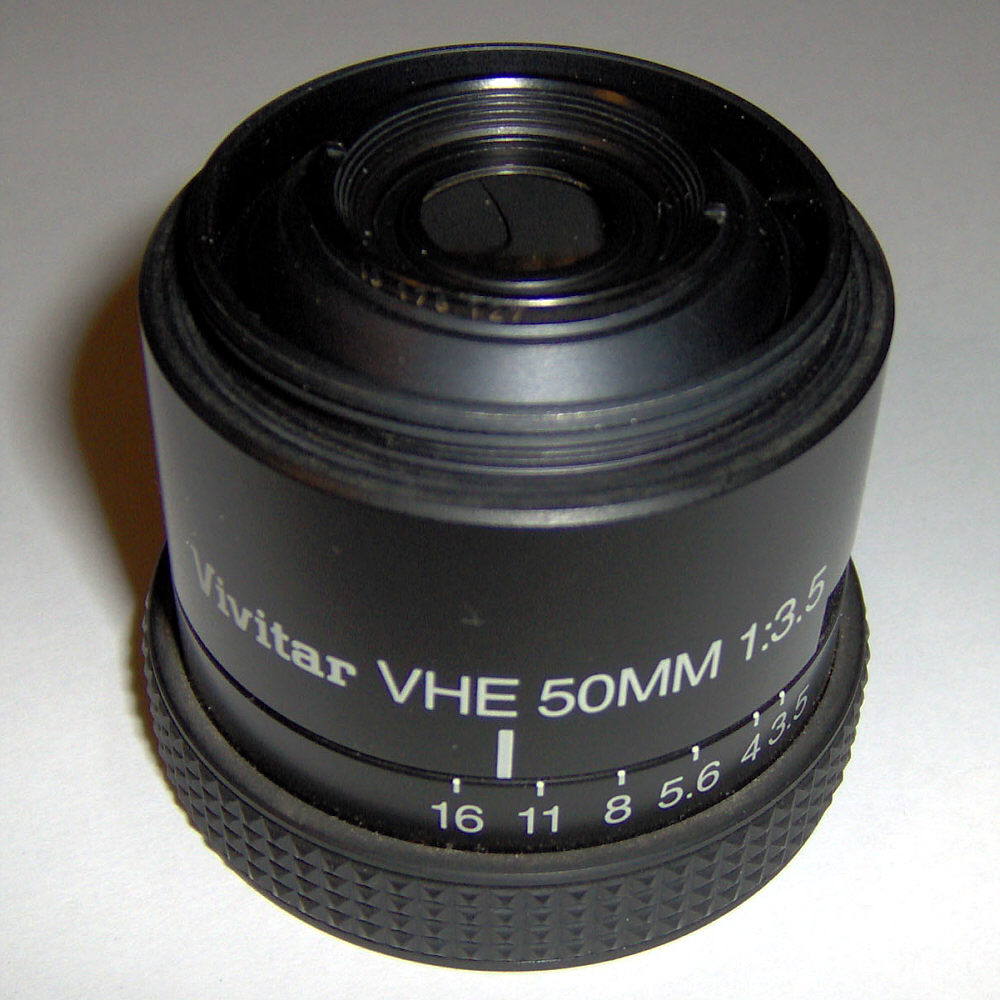
Объектив «Vivitar»
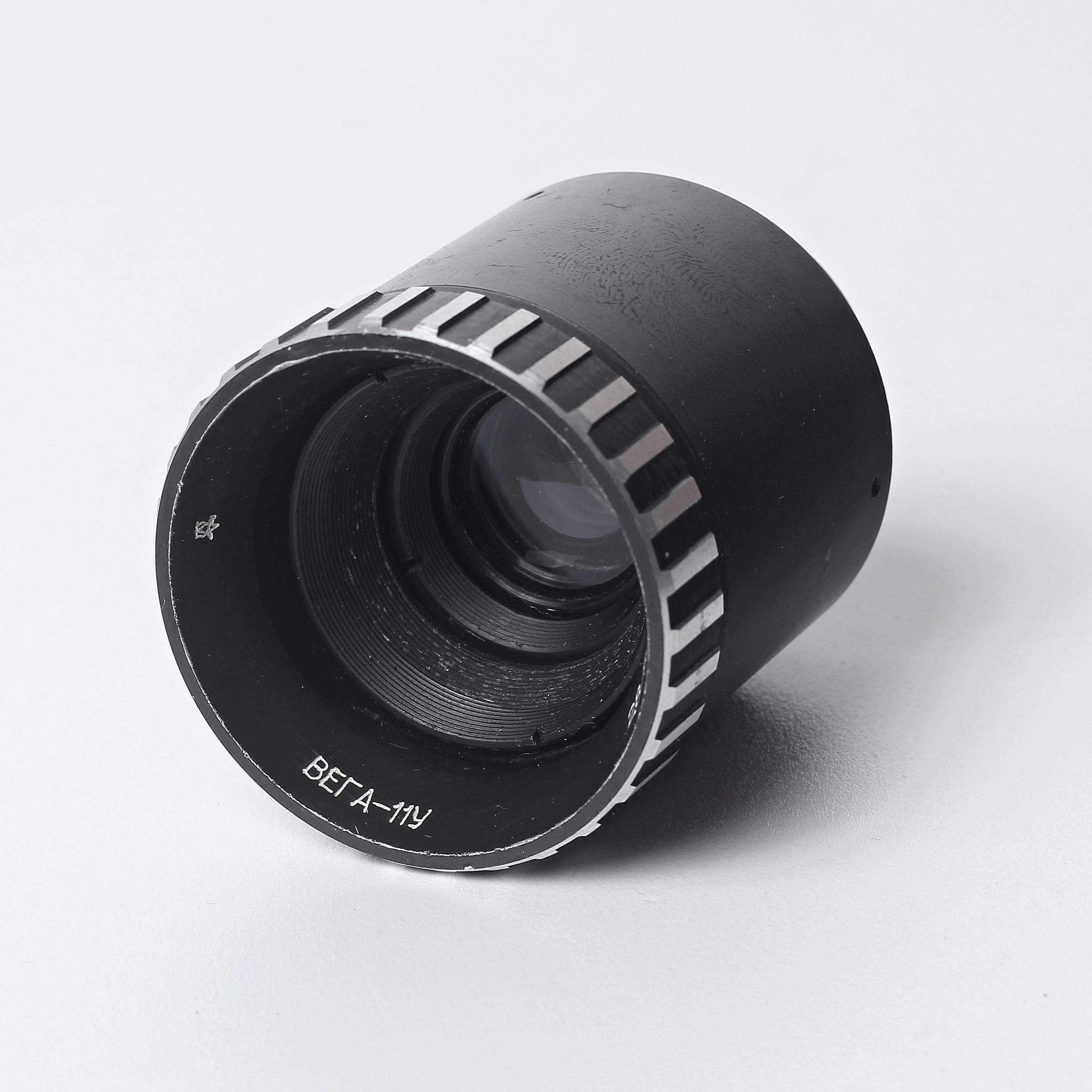
Объектив «Вега 11У»
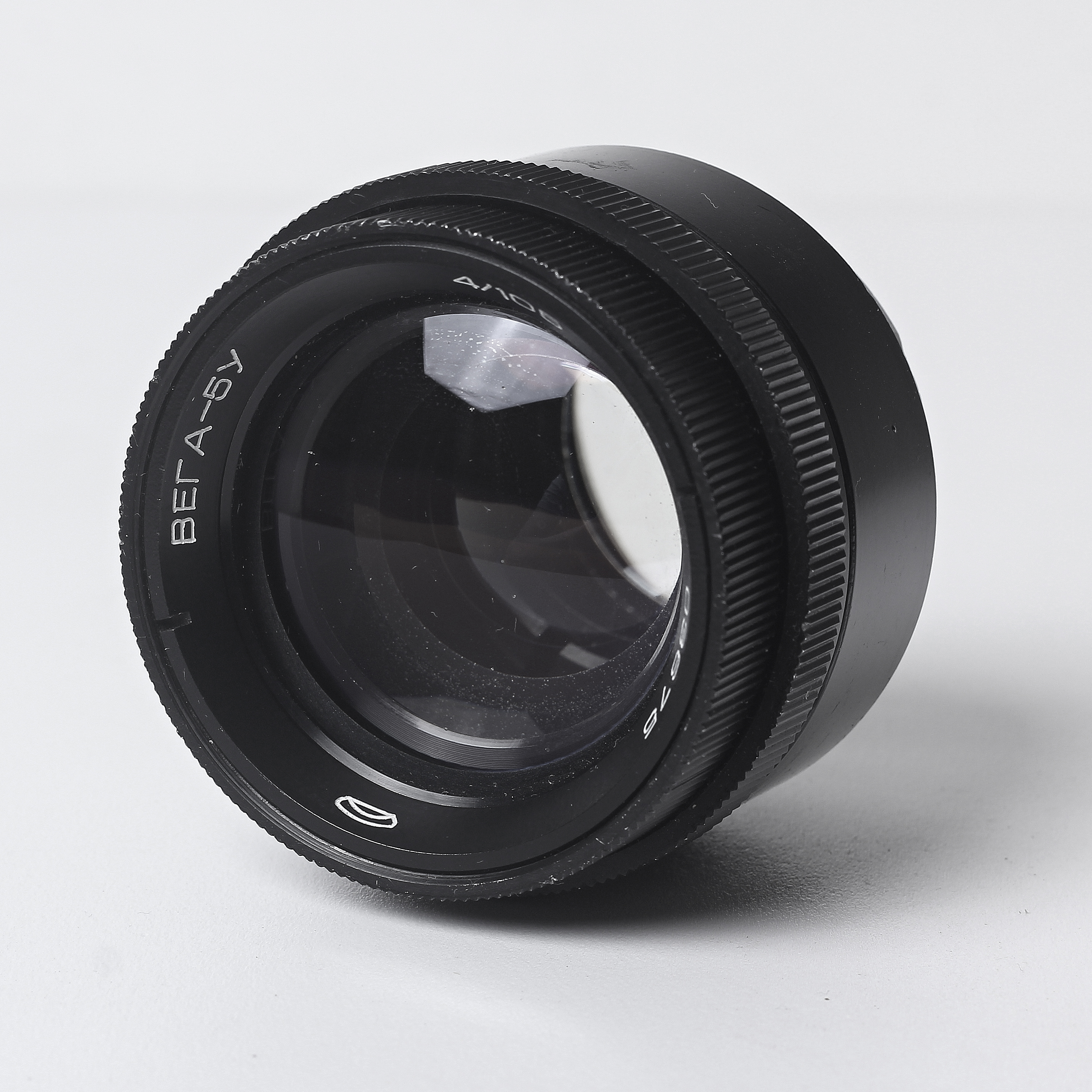
Объектив «Вега 5У»
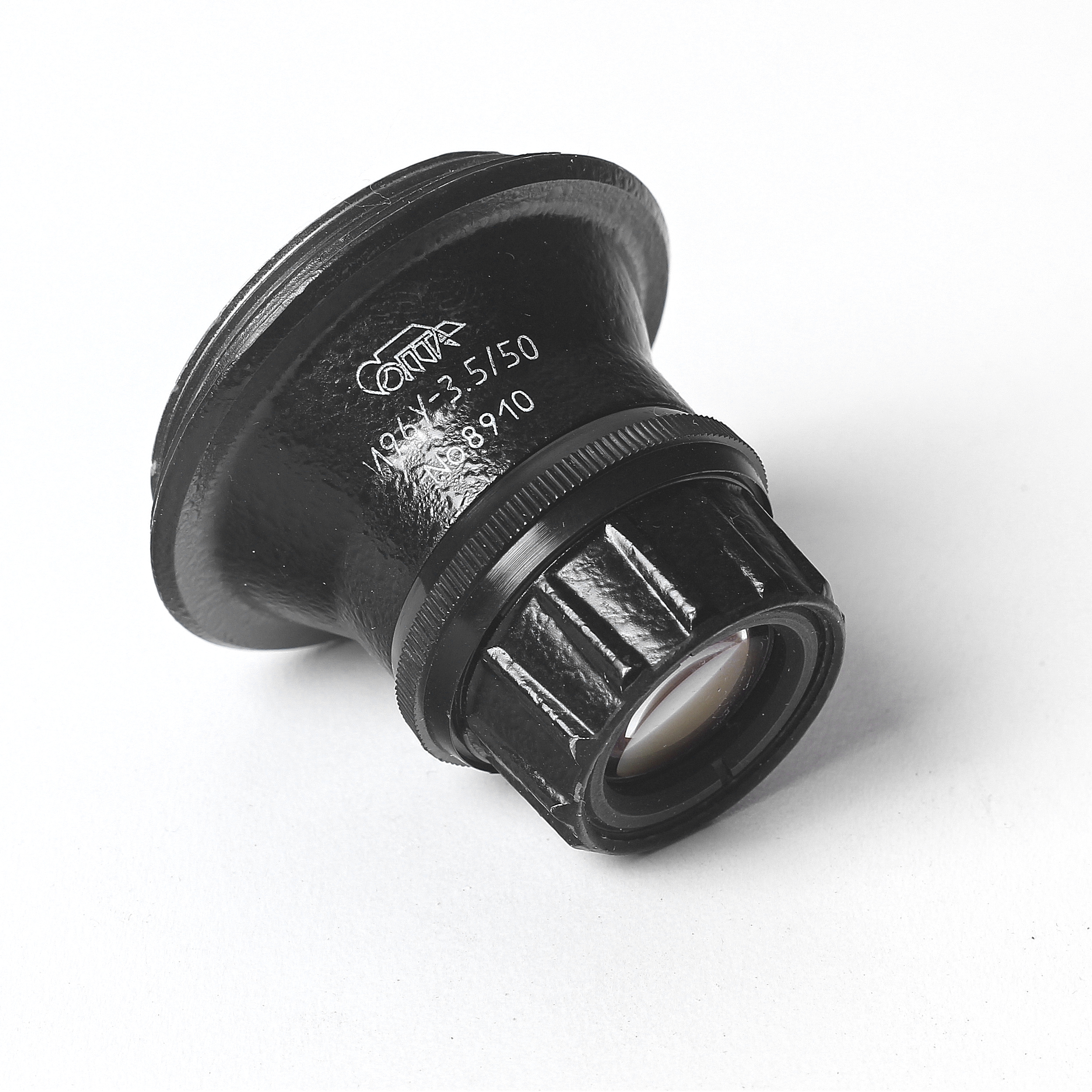
«Индустар 96У»

Профессиональные фотоувеличители оснащены поворотной объективной доской, которая в сочетании с поворотом фонаря позволяет исправлять перспективные искажения негатива без потери резкости по принципу Шаймпфлюга. Такая конструкция характерна для увеличителей «Азов», «Беларусь-2» и других. Стационарные увеличители часто совмещают функцию репродукционной установки. В их комплект входят осветители и приставка для фотосъёмки или кронштейн крепления фотоаппарата.

## Регулировка лампы
В конденсорных фотоувеличителях оптическая система построена таким образом, чтобы конденсор строил изображение нити накала лампы во входном зрачке объектива. Поэтому, кроме точной центровки лампы, необходима регулировка её положения относительно конденсора в зависимости от фокусировки. После выбора масштаба изображения и наводки на резкость из фонаря вынимается матовое стекло (при его наличии), а из негативодержателя удаляется негатив, мешающий оценке освещения. Штангой лампы находится такое её положение, когда кадровое окно освещено наиболее равномерно. Иногда настройка проводится как при открытой диафрагме, так и при её рабочем значении, поскольку в последнем случае положение лампы определяется точнее. Затем матовое стекло и негатив вставляются обратно и производится печать.
Универсальные фотоувеличители, рассчитанные на печать негативов разных форматов, оснащаются сменными объективами и конденсорами. При замене объектива требуется установка соответствующего конденсора, поскольку фокусные расстояния обеих оптических систем должны быть согласованы. Как правило, большие конденсоры, рассчитанные на кадр с длинной диагональю, обладают небольшой оптической силой и сочетаются с длиннофокусными объективами, дающими соразмерный масштаб увеличения. Иногда конденсор меняется не целиком, а оснащается съёмной линзой, которая устанавливается при использовании короткофокусных объективов. Соответствие того или иного конденсора выбранному объективу обычно описано в таблице инструкции увеличителя. При неправильном согласовании оптики нормальная регулировка лампы и равномерное освещение негатива могут оказаться невозможными. 
При печати точечным источником настройка положения лампы особенно критична. Особенность заключается в необходимости фокусировки изображения только при установленном матовом стекле, поскольку без него резкость изображения почти не изменяется при любых перемещениях объектива. Это объясняется особенностями строения световых пучков, почти вся световая энергия которых сконцентрирована в центральной части, соответствующей минимальной апертуре. Тем не менее, несфокусированное изображение обладает характерной «размазанной» фактурой зерна. После фокусировки матовое стекло вынимается и регулировка производится тем же способом, что и для обычной лампы.

## Классификация фотоувеличителей
Главным признаком, по которому классифицируются фотоувеличители, считается максимальный формат негатива. Для профессиональных моделей характерна универсальность, когда устройство пригодно для работы как с малоформатными, так и среднеформатными негативами. Наиболее дорогие фотоувеличители, такие как «Беларусь-2», позволяют печатать практически любые негативы от листовых 9×12 сантиметров до снятых на узкой 16-мм киноплёнке. Крупноформатные фотоувеличители и горизонтальные проекторы относятся к разряду специальных устройств и используются в узких областях, таких как полиграфия и фотограмметрия. Отдельную категорию составляют переносные фотоувеличители разборной конструкции, например советское семейство «УПА». Для переноски или хранения увеличитель и принадлежности складываются в специальный чемодан, который в рабочем положении служит основанием.
Большинство любительских фотоувеличителей предназначены для печати с малоформатных и полуформатных негативов размером 24×36 или 18×24 мм (35-мм фотоплёнка).
- «Искра»
- «Юность»
- «Дон»
- «Ленинград»
- «Таврия»

Фотоувеличители для 16-мм фотоплёнки в СССР не выпускались, миниатюрные фотоаппараты типа «Киев-30» комплектовались вкладышем в негативодержатель, также вкладыши для полуформатных и миниатюрных кадров прилагались к большинству увеличителей.
Для печати с широкой 60-мм фотоплёнки (плёнка типа 120) с негативов размером 60×90 мм выпускались среднеформатные фотоувеличители:
- «Нева»
- «Беларусь-5»
- «Азов»

К большинству среднеформатных фотоувеличителей прилагалось по два конденсора и по два или три объектива (для 35-мм и 60-мм фотоплёнки соответственно). Это позволяло обеспечивать высокую освещённость фотобумаги и избегать чрезмерного подъёма проекционной головки при печати с негативов размером 24×36 мм. Для размещения 35-мм фотоплёнки в негативодержателе использовался вкладыш.

### Фотопринтеры
Автоматические принтеры, осуществляющие массовую печать на светочувствительную фотобумагу, в качестве основной функциональной части оснащаются встроенным фотоувеличителем. Отличие от классической конструкции при этом заключается в другом способе изменения формата печати. Увеличение может изменяться ступенчато сменой объективов с фиксированным фокусным расстоянием или с помощью зум-объектива, позволяя печатать снимки разных форматов при неизменном расстоянии между негативом и фотобумагой. Последняя подаётся под объектив специальным лентопротяжным трактом, а затем транспортируется в проявочное отделение минифотолаборатории. Негативы также перемещаются в негативодержателе с помощью электропривода.

## Известные зарубежные производители
- «Durst» (Италия)
- «LPL» (Япония)
- «Leitz» (Германия)
- «Kaiser» (Германия)
- «Dunco» (Германия)
- «Saunders» (США)
- «Beseler» (США)
- «Meopta» (Чехия)
- «Krokus» (Польша) — семейство универсальных фотоувеличителей.